# Mauser Modell 71
Das Mauser M 1871, auch M/71 (M 71) sowie Gewehr 71 bzw. Infanterie-Gewehr 71 (I.G. Mod. 71) genannt, war das erste Gewehr, das ab 1871 in großer Stückzahl durch Peter-Paul Mauser und Wilhelm Mauser von den Mauserwerken produziert wurde. Ab 1884 wurde mit dem Mauser Modell 71/84 eine optisch ähnliche Neukonstruktion eingeführt, bei der ein 8-Schuss-Röhrenmagazin nach Kropatschek verwendet werden konnte.

## Geschichte

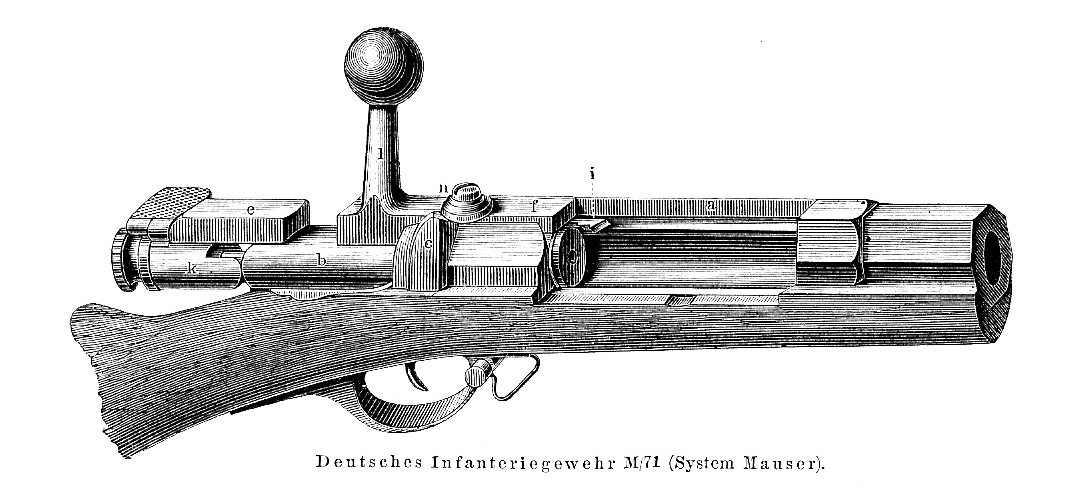
Verschluss des Mauser M71

Während der Auswahlversuche in den Jahren 1870/1 mit verschiedensten Gewehren war das bayerische Werder-Gewehr M/1869 der Hauptkonkurrent für Mausers Modell. Die Mauser-Waffe wurde Ende 1871 ausgewählt und mit Ausnahme des Königreich Bayern im Deutschen Kaiserreich, wenn auch unter Vorbehalt in den Dienst genommen, da die Sicherheit noch erhöht werden sollte. Nach der Erprobung von 2500 Versuchsgewehren erfolgte der endgültige Beschluss am 22. März 1872. Der Verschluss entsprach nicht dem des im Deutsch-Französischen Krieg eingesetzten Zündnadelgewehrs.
Das Gewehr 71 war ein Hinterlader mit Zylinderverschluss und verschoss mit 5 Gramm Schwarzpulver ein 25 Gramm schweres Projektil in einer Metallpatrone im Kaliber 11 × 60 mm R. Der Lauf war eine Kopie des französischen Chassepotgewehrs, das nach dem Deutsch-Französischen Krieg massenhaft ins Deutsche Reich gekommen war, wobei die Drallrichtung nach rechts geändert wurde. Der Verschluss wurde durch die Vorwärtsbewegung und das Drehen mit einer Verriegelungswarze geschlossen und verriegelt. Das Schloss wurde beim Öffnen vorgespannt. Das Gewehr war ein Einzellader. Der vorangegangene Krieg hatte eindrücklich die Notwendigkeit leistungsfähiger Schusswaffen für die Kavallerie vor Augen geführt, woraufhin 1873 der Entschluss gefällt wurde, einen Kavalleriekarabiner für die neue Einheitspatrone zu fertigen. Dieser wurde ab 1875 eingeführt und bis zur Ablösung durch den neueren Nachfolger Karabiner 88 bis 1892 geführt.
Nach Truppenversuchen mit Probeexemplaren 1882/1883 wurde ab 1884 eine Neukonstruktion, das Mauser Modell 71/84 eingeführt, so dass ein 8-Schuss-Röhrenmagazin nach Kropatschek verwendet werden konnte. Diese Waffe wurde zum ersten Repetiergewehr des deutschen Heeres, bei dem aber das Magazin mit einem Stellhebel abgeschaltet werden konnte, wenn das Gewehr als Einzellader benutzt werden sollte. Das zum M71/84 weiterentwickelte Gewehr hat mit dem M71 nur mehr eine einzige Schraube gemeinsam, obwohl es auf den ersten Blick vollkommen gleich aussieht. Ab 1886, dem Einführungsjahr des M71/84, verschwand das M71 allmählich in den Depots. Das Gewehr 71/84 wurde schließlich ab 1888 durch das Gewehr 88 („Kommissionsgewehr“) ersetzt.
Verwendung fanden die Waffen noch bei den Schutztruppen in den deutschen Kolonien und während des Ersten Weltkriegs. Am Ende des Zweiten Weltkriegs sind im März 1945 Angehörige des Volkssturms mitunter mit dem Gewehr bewaffnet worden.

## Herstellung
Die Firma Mauser selbst fertigte nur etwa 100.000 Gewehre für das Königreich Württemberg, während die Mehrzahl der Gewehre von den staatlichen Gewehrfabriken Amberg, Danzig und Spandau hergestellt wurde.
Auch Privatfirmen wie die „Productionsgenossenschaft Spangenberg, Sauer, Schilling und Haenel“ in Suhl, die Österreichische Waffenfabriksgesellschaft in Steyr sowie die „National Arms & Ammunitions Corp.“ in Birmingham (75.000 Stück) fertigten das M/71.
Die Ausgabe des M/71 an die deutsche Truppe begann Ende des Jahres 1873 und war im Herbst 1875 abgeschlossen. Ab 1877 ersetzte Bayern das Werder-Gewehr M/1869 durch das M/71. Dieter Storz schätzt die Gesamtzahl der für die deutschen Armeen produzierten Mauser-M/71-Gewehre und -Jägerbüchsen auf 1,82 Millionen. Für den Karabiner 71 gilt die Beschaffung von mindestens 80.050 Stück als gesichert; die Gesamtproduktion dürfte 100.000 nicht überschritten haben.
Die Firma Mauser stellte in den 1870er-Jahren für das chinesische Kaiserreich noch 26.000 Gewehre M/71 her. Dort erfreute es sich großer Beliebtheit, so dass später noch knapp eine Million ausrangierte Mauser M/71 und M71/84 gekauft wurden. Für Serbien produzierte Mauser im Jahre 1881 Gewehre (ca. 120.000) und Karabiner (ca. 4.000) im Kaliber 10,15 × 63 mm R, die dort als „Mauser Koka“ noch im Ersten Weltkrieg und in den Balkankriegen  eingesetzt wurden, jedoch durch das Djurič-Verfahren für das Kaliber 7x57 umgebaut. Im Jahre 1887 bestellte das Osmanische Reich 550.000 dem M71/84 ähnliche Gewehre (Tufek 1887), jedoch im Kaliber 9,5 × 60 mm R. Nachdem 270.000 Gewehre und 4000 Karabiner geliefert werden konnten, wurde die Bestellung jedoch auf das Modell 1890 im Kaliber 7,65 × 53,5 mm umgestellt. Kleinere Mengen fanden ihren Weg auch nach Südamerika.
Nachdem die deutschen Staaten 1870/71 über Frankreich gesiegt hatten, wandten sich viele südamerikanische Staaten militärisch dem Deutschen Kaiserreich zu und engagierten immer häufiger deutsche Militärberater, darunter auch Argentinien. Ab 1874 beschaffte Argentinien eine Reihe von Modelltypen (Albini, Enfield, Berdan, Springfield, Whitney, Werndl, Remington, Peabody-Martini), entschied sich jedoch für das Remington-Gewehr mit Rolling-Block-Verschluss als Standard-Gewehr. Dieses Gewehr hatte das argentinische Militär bereits seit 1866 im Tripel-Allianz-Krieg in großer Zahl eingesetzt. Erst fast 20 Jahre später wurde das Mauser Modelo Argentino 1891 das Ordonnanzgewehr Argentiniens.

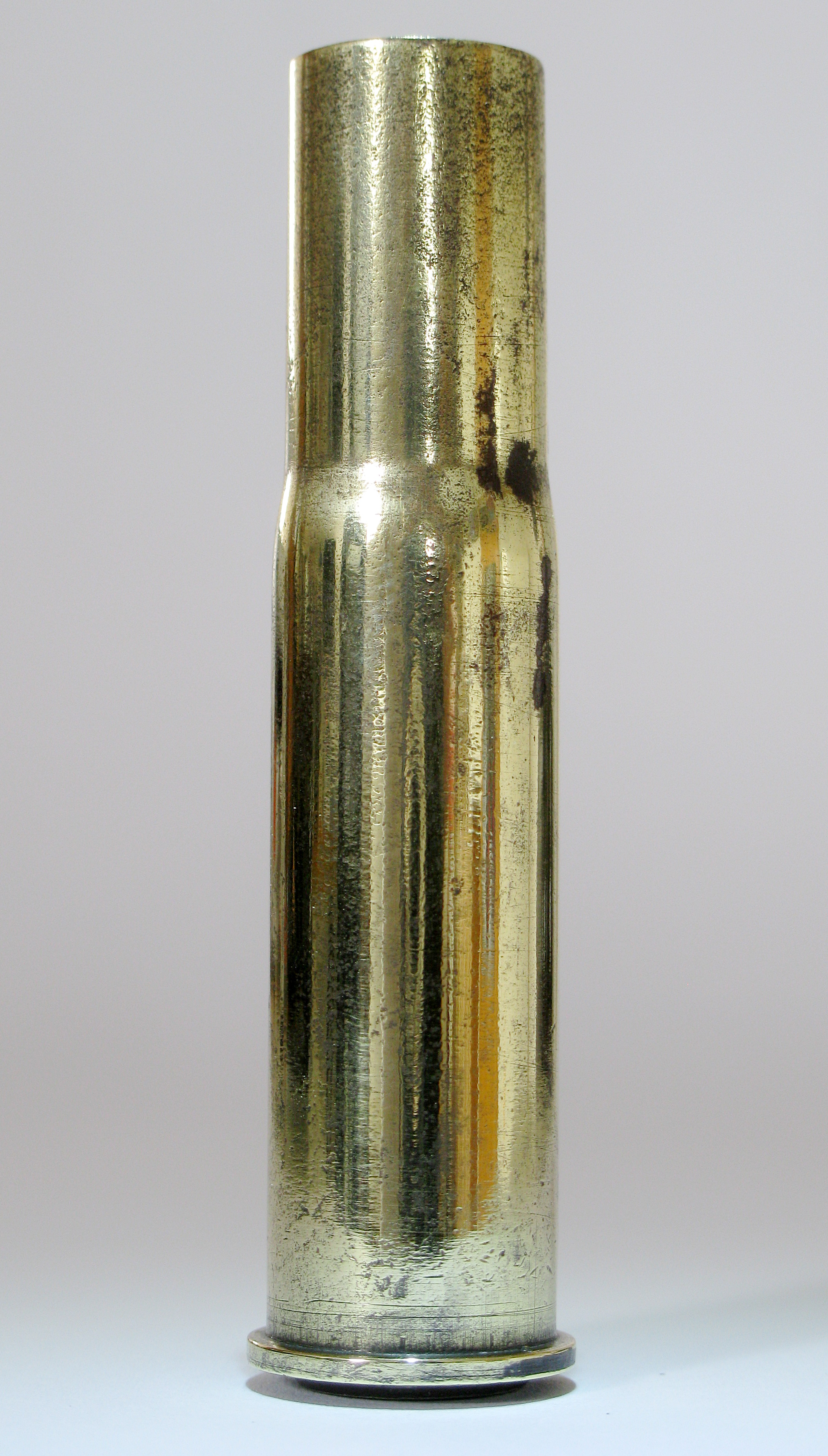
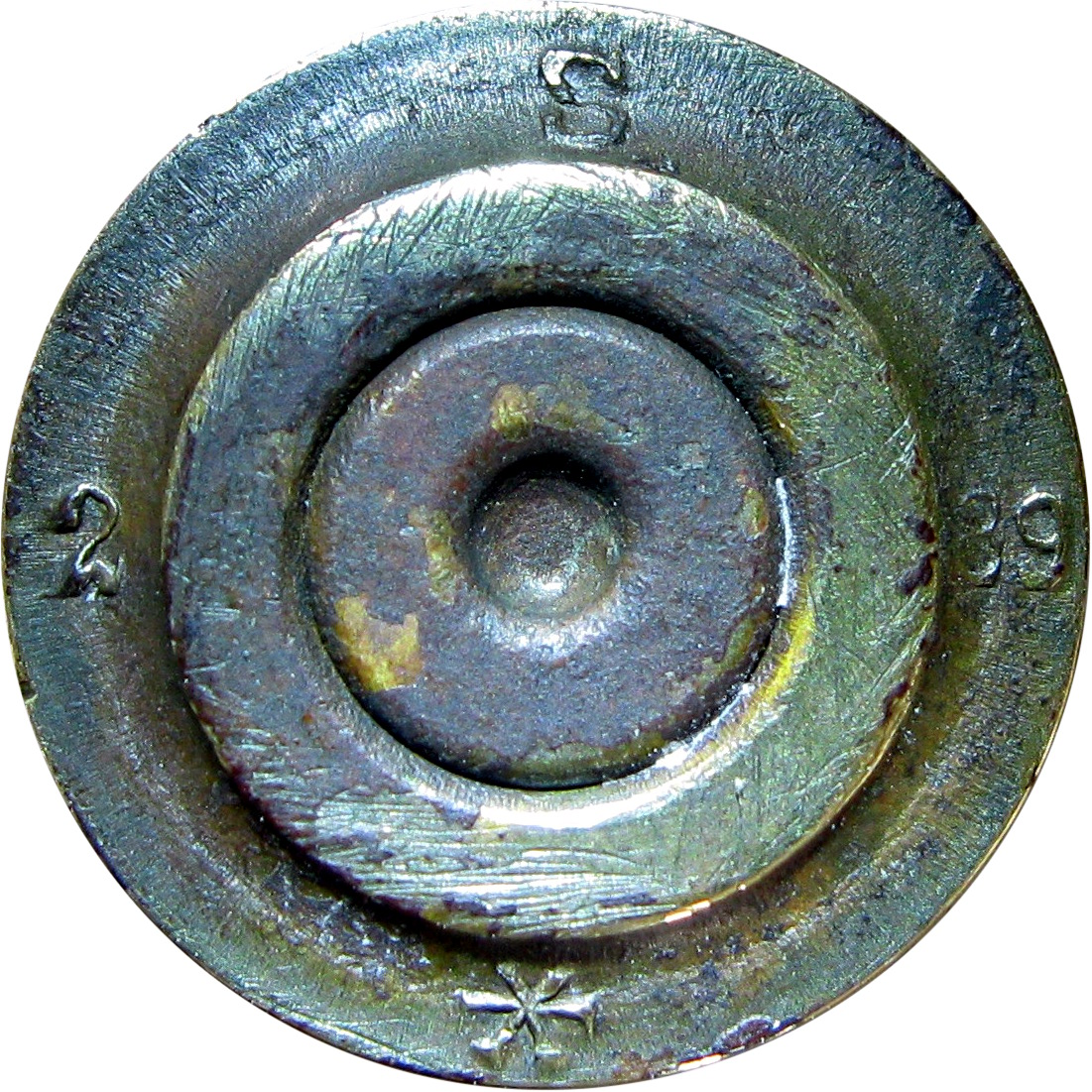
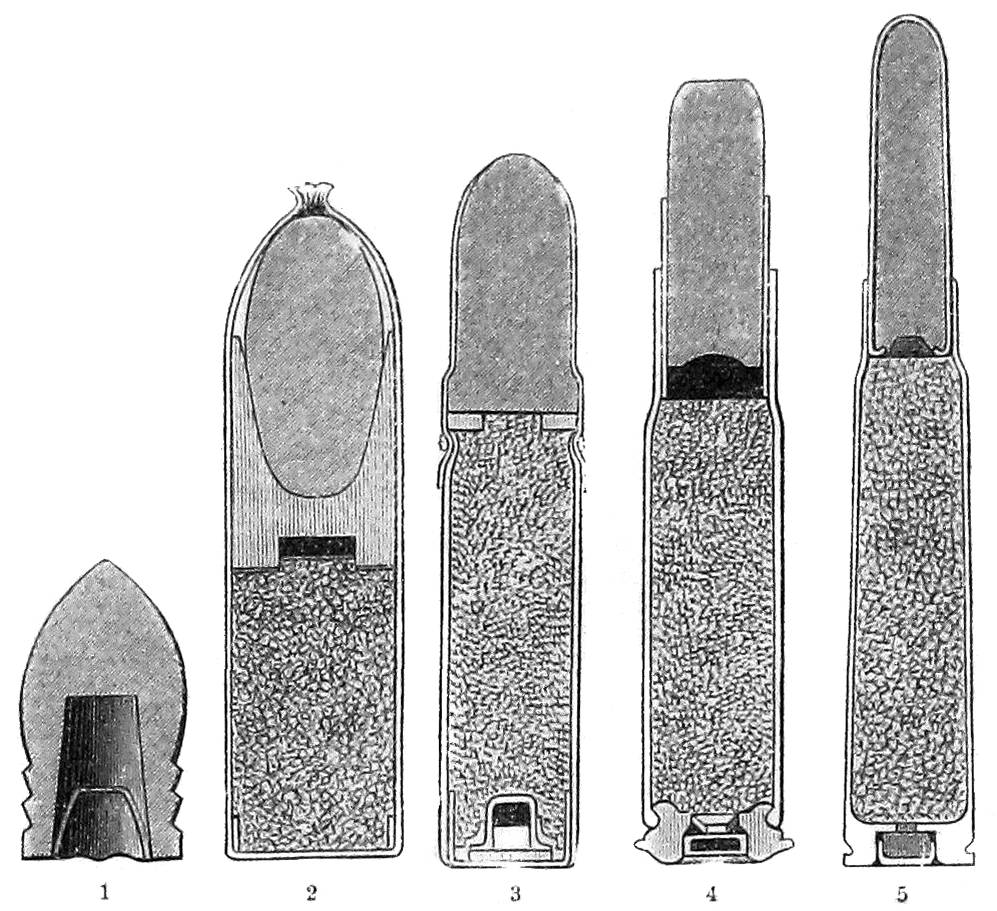